# Expédition de Thénia (1837)
Pour les articles homonymes, voir Thénia (homonymie) et Expédition de Thénia.
Conquête de l'Algérie par la France
L’expédition de Thénia de 1837, durant la conquête de l'Algérie par la France oppose, en mai 1837, les troupes françaises commandées par le colonel Schauenburg aux troupes de Thénia des Zouaouas.

## Préambule
Au printemps de 1837, une expédition militaire a été diligentée pour la prise du Thénia.
Cette expédition a été ordonnée par le général Damrémont et commandée par le colonel Schauenburg.

## Watan El Khechna
La conquête de l'Algérie par la France ayant commencé à partir de Dar Es-Soltane dans la Régence d'Alger, c'est la plaine de la Mitidja qui a subi la pacification en premier, avant que les troupes coloniales ne visent les autres plaines fertiles limitrophes.
Le beylik de Dar Es-Soltane était subdivisé avant 1830 en cantons (Watans) qui comprenaient chacun plusieurs tribus et étaient administrés par des Caïds (ou commissaires) qui ont sous leurs ordres les Cheikhs (chefs de tribus) pour soumettre la population à l'impôt et contrôler la région de chaque Watan.
L'Agha de Dar Es-Soltane s'appuyait sur les tribus dites Makhzen pour asseoir l'autorité autour de la Mitidja.
C'est ainsi que la convoitise coloniale avait visé les sept Watans de Dar Es-Soltane que sont Watan El Khechna, Watan Hadjout, Watan Isser, Watan Beni Khelil, Watan Béni Moussa, Watan Béni Menacer et Watan Beni Djaâd.
La région de Watan Béni Aïcha n'attendait qu'un prétexte pour qu'une expédition militaire française vienne déloger la structure coutumière tribale qui gérait depuis des siècles cette contrée orientale d'Alger aux portes de la Basse Kabylie.

## Traité Desmichels
La résistance populaire algérienne contre l'occupation française avait pris une nouvelle tournure après la signature du Traité Desmichels le 4 juillet 1834 à Oran entre l'émir Abdelkader et le général Desmichels.
Cette accalmie a permis à l'émir Abdelkader de visiter la Kabylie en passant par la région de Thénia où il avait été reçu chaleureusement par les Aïth Aïcha.
L'émir Abdelkader étant un Salik de la Tariqa Qadiriyya, il n'a pas trouvé des contraintes notoires pour se faire rallier les Zouaouis des Aïth Aïcha adeptes de la Tariqa Rahmaniyya.
Ce ralliement entre les Soufis des parties occidentales et orientales entourant Alger avait poussé les expansionnistes coloniaux à vouloir l'abolir au plus vite.
C'est ainsi que l'expédition de Tizi Naïth Aïcha s'inscrivait dans la logique de l'abrogation du traité Desmichels par le général Damrémont.

## Ferme de Réghaïa
Après l'extermination des Ouffia près de l'Oued El-Harrach en 1832, ainsi que la soumission de la presque totalité de la Mitidja, la région de Réghaïa a été choisie pour commencer l'exploitation agricole coloniale aux portes de la Kabylie.
Une compagnie d'exploitation agricole a alors été créée en 1837 à Réghaïa par deux colons.
Le propriétaire de cette ferme pilote était M. Mercier qui a acheté et installé ce domaine où tout était à faire et à créer.
La superficie de cette ferme dépassait les 3 000 hectares acquises par Mercier, qui était jeune et laborieux, arrivant d'Amérique en 1836 et initié au maniement d'entreprises de ce genre.
Il fit des travaux d'assainissement, cultiva avec succès les céréales, le tabac, le coton, et créa une pépinière d'arbres fruitiers.
La culture dans cette ferme avait commencé en parallèle avec l'élevage de bestiaux.
Des essais de coton ont été faits ainsi que des récoltes de céréales et surtout de fourrages grandement rémunératrices, et ceci a permis d'indemniser largement le propriétaire de ses frais et lui permettaient de faire face à tous ces essais souvent fort coûteux.
Des Mahonnais se fixèrent de même dans cette ferme Réghaïa.
Cette exploitation agricole a été constituée comme Société en commandite avec un capital initial entre 400 000 Franc français et 600 000 Franc français.
Cette ferme pilote fut le principal prélude de l'Expédition de Thénia en 1837.

## Expédition

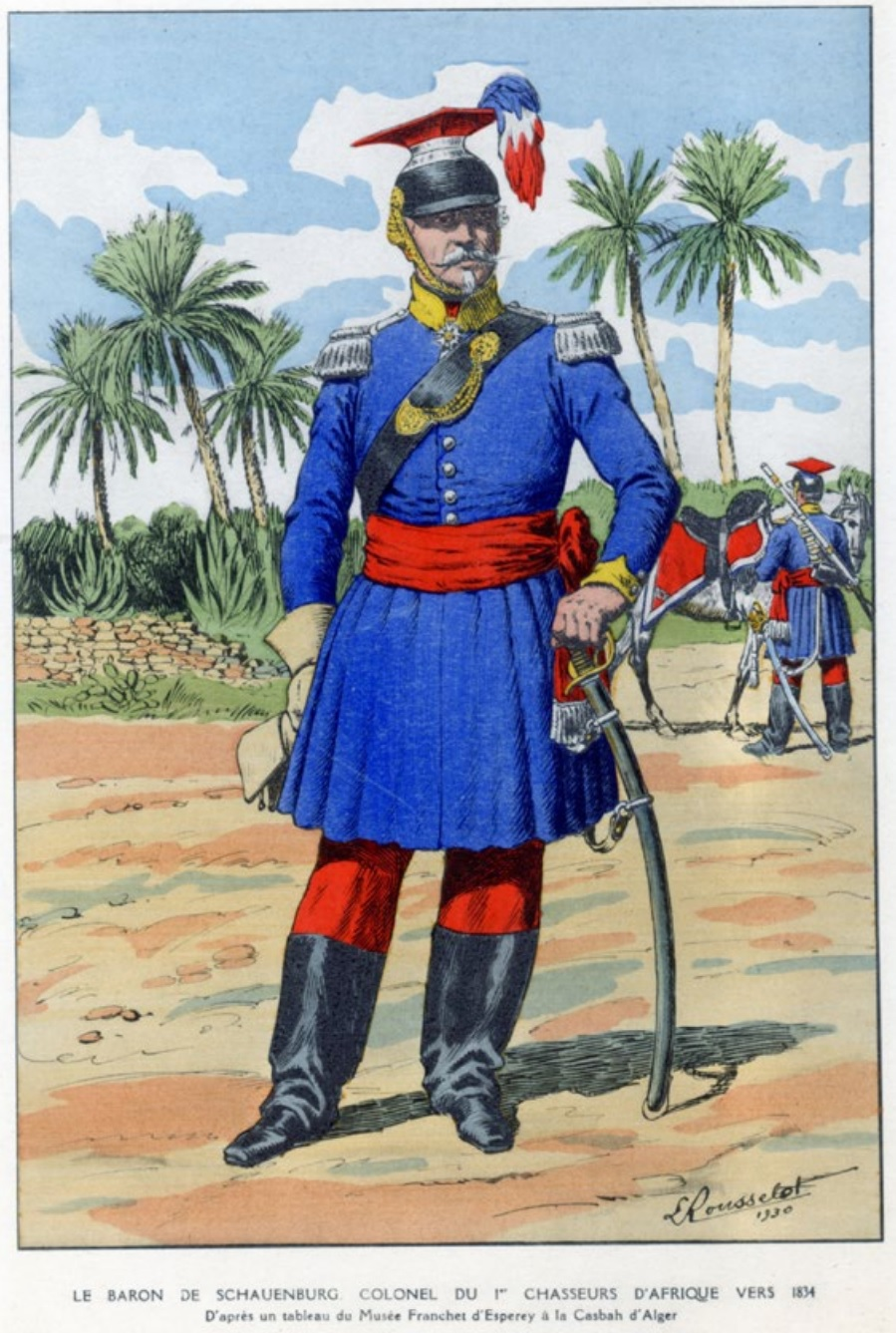
Le Colonel Maximilien Joseph Schauenburg.

Lors de la conquête de l'Algérie par la France, Maximilien Joseph Schauenburg avait commandé une expédition contre les tribus des Béni Aïcha qui avaient entretenu des rapports de courtoisie avec le gouvernement français à Alger, distante de plus de 53 kilomètres, et ce jusqu'après 1835, car les tribus des Béni Aïcha ne demandaient en effet que la paix dans leur territoire à l'est d'Alger.
Durant cette période, la région de Tizi Naïth Aïcha, qui deviendra Thénia, ou « col des Béni Aïcha » vivait une effervescence rebelle.
Et ce n'est que dans la nuit du 17 mai 1837 au 18 mai 1837 que des troupes françaises arrivèrent à la vallée de oued Mraldène et oued Arbia de Thénia près des villages de Thala Oufella (Soumaa), Mraldène, Gueddara, Tabrahimt et Mehrène, sous le commandement du colonel Maximilien Joseph Schauenburg, à la suite d'un incident.
Le gouverneur général de l'Algérie, le général Damrémont, avait donné l'ordre au colonel Schauenburg de franchir, avec la colonne mobile placée sous ses ordres, le col de Thénia qui sépare la plaine de la Mitidja de celle de l'oued Isser, et d'entrer sur le territoire de ces tribus et de les châtier.
Mille hommes embarqués à bord de deux bâtiments à vapeur devaient en même temps être transportés à l'embouchure de l'oued Isser, pour mettre les Kabyles entre deux feux, mais le mauvais temps et l'état de la mer
n'ont pas permis que ce dernier mouvement s'exécutât.
Une colonne, commandée par le colonel Schauenburg, du 1er régiment de chasseurs d'Afrique, avait franchi le défilé des Béni Aïcha pour la première fois qu'une troupe française passait par cette porte de la Kabylie.
Le colonel allait faire jonction vers l'embouchure de l'oued Isser, avec le corps placé sous les ordres du général Alexandre Charles Perrégaux, mais celui-ci, qui devait arriver par la mer Méditerranée, fut retenu dans la rade par le mauvais temps.
Malgré cette contrariété, la petite expédition ne revint pas sur l'oued Boudouaou sans avoir heurté les Kabyles des Isser et Amraoua qui avaient attaqué la ferme de Réghaïa le 8 mai 1837 et enlevé des bestiaux au propriétaire, et motivé ainsi cette courte incursion.
Le colonel de Schauenburg, parti de Boudouaou en avant de Réghaïa, le 17 mai 1837 au soir, a rencontré à Thénia les Kabyles de Béni Aïcha, qui ont vainement cherché à lui en disputer le passage, car toutes les hauteurs ont été enlevées au pas de charge par le 2e léger.
Les Isser et Amraoua attendaient ces troupes françaises dans la plaine et ont voulu s'opposer à leur marche, mais ils ont été repoussés, des bestiaux ont été pris, et quelques habitations ont été détruites.[réf. nécessaire]
En descendant du col des Béni Aïcha, la colonne avait visité les ruines du Bénian ntâa Soumâa et du mausolée de Blad Guitoun, restes de deux établissements berbéro-romains qui défendaient le passage.[réf. nécessaire]
La colonne du colonel Schauenburg était composée de deux bataillons du 2e léger, un du 48e, 300 chasseurs d'Afrique ou spahis, une centaine de cavaliers auxiliaires, et deux obusiers de campagne.[réf. nécessaire]
Elle partit de Boudouaou le 17 mai 1837, à 9 heures du soir, et se dirigea vers Thénia des Béni Aïcha, un des deux passages qui conduisent de la plaine de la Mitidja dans celle des Issers.[réf. nécessaire]
Cette colonne ne put arriver qu'à 8 heures du matin à l'entrée du col des Béni Aïcha, où une centaine de Kabyles défendaient le passage, qui fut forcé par un bataillon du 2e léger. Les pertes de la colonne française se sont élevées à 3 morts, dont deux officiers, et 21 blessés, tandis que les Kabyles des Béni Aïcha déploraient 18 morts durant les deux journées du 18 et 19 mai 1837.
Dans la journée du 19 mai 1837, le colonel Schauenburg a été attaqué par des rassemblements nombreux de cavaliers kabyles qu'il a chargés et dispersés en leur faisant éprouver des pertes considérables.[réf. nécessaire]
Six des leurs ont été faits prisonniers et ont été amenés à Alger, alors que la colonne ayant rempli sa mission, a repris position à Boudouaou.
La colonne du colonel Schauenburg rentra le 19 mai 1837 au bivouac retranché de Corso (rivière en avant de Réghaïa), après avoir tué beaucoup de Kabyles et eu 22 soldats morts dans sa colonne.
Dans ces deux engagements, les troupes de Schauenburg se sont bien conduites; les difficultés excessives que présentait le pays n'avaient pas ralenti leur ardeur; partout où elles se sont montrées, les Kabyles ont été forcés de céder le terrain.[réf. nécessaire]
Le sous-lieutenant Isoard du 2e léger avait été tué et 32 hommes avaient été blessés.
Le gouverneur général Damrémont avait décidé que les bestiaux enlevés aux Kabyles seraient donnés au propriétaire de la ferme de Réghaïa pour l'indemniser de ceux qu'il a perdus.

## Bilan

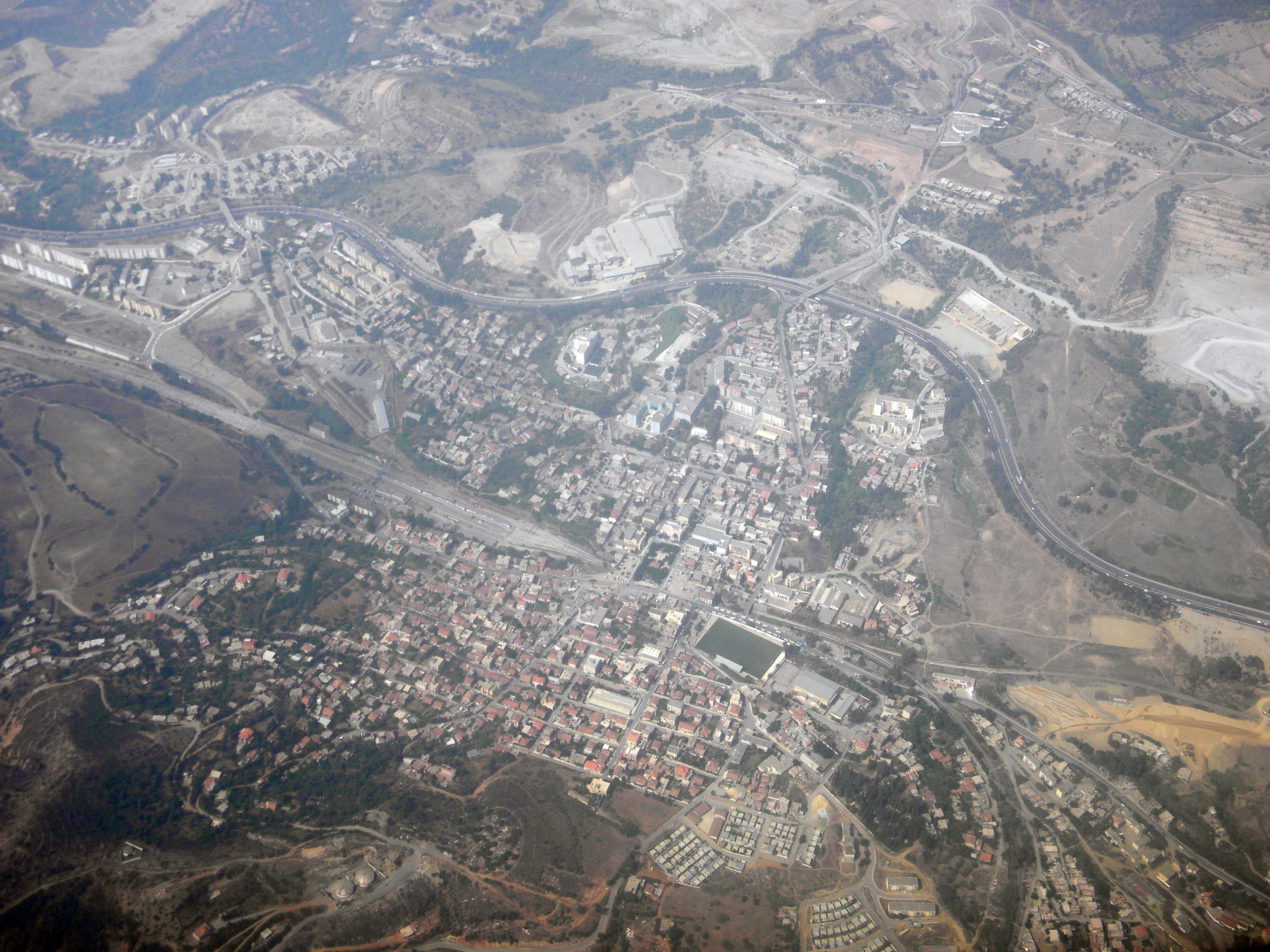
Tizi Naïth Aïcha

La campagne militaire de Thénia en mai 1837 a initialement fait intervenir 1 200 soldats français.
Un nombre de 11 soldats (0.91 %) d'entre eux sont morts au combat alors que 80 autres (6.67 %) ont été blessés.
Les résistants Zouaouis des Aïth Aïcha, ils ont déploré 604 morts.
Les deux bateaux à vapeur qui devaient rallier cette expédition sont restés en rade au niveau du port d'Alger à cause des intempéries. Ces deux bateaux à vapeur auraient ainsi transporté 1 000 soldats français jusqu'à l'embouchure de l'Oued Isser.
Le nombre de prisonniers de guerre a été de six combattants Zouaouis qui ont été amenés à Alger.
Le sous-lieutenant Isoard du 2e régiment d'infanterie légère a été tué lors des combats qui se sont déroulés en deux engagements.
Les bestiaux enlevés à aux Igawawen ont été donnés aux propriétaire de la ferme de Réghaïa pour les indemniser de ceux qu'ils avaient perdus auparavant lors de la razzia du 8 mai 1837.

## Traité de la Tafna

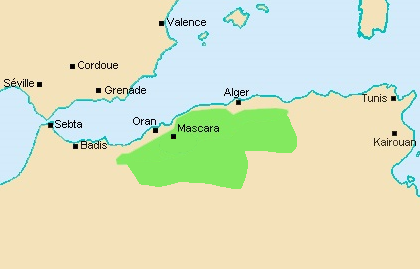
Territoire du Traité de la Tafna

L'expédition de Thénia des Béni Aïcha en 1837 a été cruciale lors de la conquête de la Kabylie par les troupes coloniales françaises.
En effet, moins d'une dizaine de jours après cette bataille rangée entre les Zouaouas et le 1er régiment de chasseurs d'Afrique, le Traité de la Tafna était signé.
L'Émir Abdelkader et le Général Bugeaud avaient alors signé ce Traité le 30 mai 1837 dans la région de Tlemcen.
Le nouveau rapport de force qu'ont établi les résistants Zouaouis lors de cette de Bataille de Tizi Naïth Aïcha a permis aux Algériens d'épargner la Grande Kabylie, pour plusieurs années de répit, avant que les troupes françaises ne s'introduisent à nouveau dans le Djurdjura.
La mobilisation des Kabyles de la Basse Kabylie a alors dicté les frontières orientales de la colonie française de la Mitidja au niveau de Oued Keddara ou Oued Boudouaou, distant de 14 km à l'Ouest de Thénia, et ce dans l'Article 2 du Traité de la Tafna.

« Article 2 :  La France se réserve, dans la province d'Oran, Mostaganem, Mazagran, et leurs territoires, Oran, Arzew, et un territoire limité comme suit : à l'Est par la rivière Macta, et les marais dont elle sort ; au Sud, par une ligne partant des marais précités, passant par les rives sud du lac, et se prolongeant jusqu'à l'Oued El Malah dans la direction de Oued Sidi Saïd; et de cette rivière jusqu'à la mer Méditerranée, appartiendra aux Français.
Dans la province d'Alger, Alger, le sahel, la plaine de la Mitidja - limitée à l'Est par l'Oued Keddara (Oued Boudouaou), en aval ; au Sud par la crête de la première chaîne du petit Atlas blidéen, jusqu'à la Chiffa jusqu'au saillant de Mazafran, et de là par une ligne directe jusqu'à la mer, y compris Koléa et son territoire - seront français. »

— Traité de la Tafna, 30 mai 1837

## Armistice

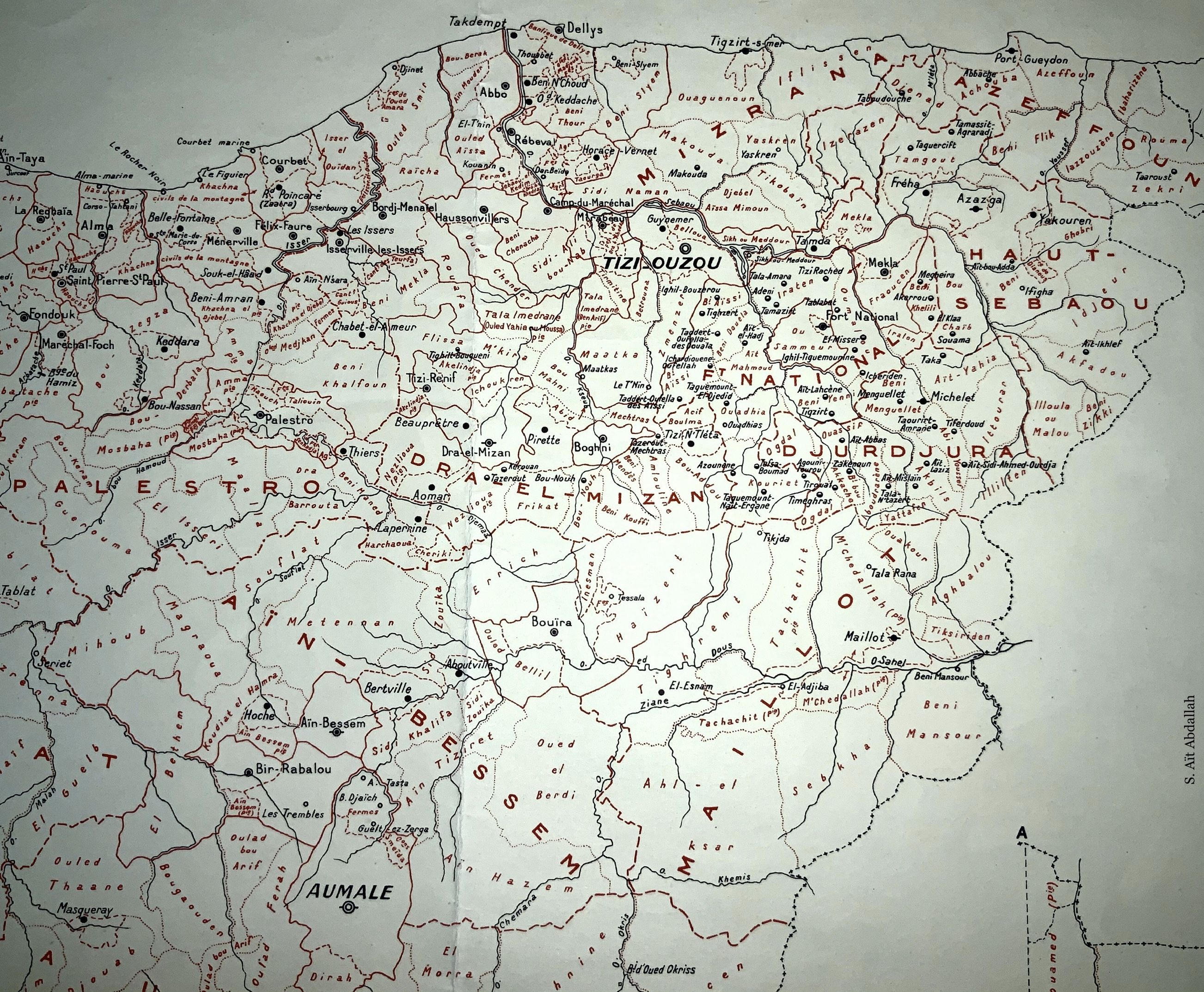
Tribus de la Kabylie

La signature du Traité de la Tafna le 30 mai 1837 a permis d'instaurer une trêve entre les troupes coloniales du colonel Schauenburg et les Zouaouas pour quelque temps. Cet armistice s'est soldé par un apaisement des troubles à l'Est d'Alger.
C'est ainsi que les tribus Kabyles orientales de la Régence d'Alger avaient manifesté une prudente retenue envers les français au lendemain de l'Expédition de Thénia.
Le général Damrémont, alors Gouverneur général de l'Algérie, a envoyé de nouveau le colonel Schauenburg vers Boudouaou, à 14 km de Thénia, en date du 15 juin 1837 pour prendre position avec quelques troupes.
Cette démonstration de force entreprise moins d'un mois après l'Expédition de Thénia visait à instaurer un climat de dissuasion dans les esprits des Kabyles afin de protéger les colons et les fermes qui étaient installés à l'Est de la Mitidja.
Une entente s'est alors conclue à Alger le 17 juin 1837 entre les Cheikhs de Khechna El Djebel, Béni Aïcha, Bou Khanfar et Beni Khalifa et le Gouverneur général Damrémont.
Un Caïd avait auparavant été nommé pour gouverner le Watan El Khechna et placer ses tribus sous ses ordres.
Le 19 juin 1837, les députés de Watan Isser se sont présentés à leur tour à Alger, pour la première fois depuis la conquête française en 1830, ayant à leur tête Mustapha Ben Omar qui a été leur Caïd sous les Turcs.
Les tribus de Watan Isser ont restitué en argent la part du butin qu'elles ont retirée de la razzia de Réghaïa, indépendamment des pertes en bétail qu'elles avaient éprouvées dans l'expédition de Tizai Naïth Aïcha.
Ces tribus d'Isser s'étaient engagées en outre à interdire le passage, sur leur territoire, à toute troupe armée et hostile qui voudrait transgresser Oued Keddara ou Oued Boudouaou, et à présenter incessamment un Caïd qui sera investi par le général Damrémont.
Ces députés des Issers ont alors quitté Alger le 21 juin 1837 en emportant avec eux un sauf-conduit pour les députés que les Flissa et les Amraoua devront envoyer à Alger dans le même but de trêve  que les Issers.
En conséquence, les tribus des Zouaouas furent de nouveau autorisées à accéder au marché d'Alger qui leur avait été auparavant interdit.
Les barques de Dellys, alors retenues au port d'Alger, ont été rendues à la liberté de navigation, et les notables de cette ville Kabyle côtière, retenus en otages, ont été relâchés après avoir dû payer une indemnité aux colons européens de Réghaïa.